# Liste der Biografien/Luh
Liste der Biografien |
Portal Biografien |
Personensuche
# |
A |
B |
C |
D |
E |
F |
G |
H |
I |
J |
K |
L |
M |
N |
O |
P |
Q |
R |
S |
T |
U |
V |
W |
X |
Y |
Z |
?
 
La |
Lb |
Lc |
Le |
Lg |
Lh |
Li |
Lj |
Ll |
Lm |
Lo |
Lp |
Lt |
Lu |
Lv |
Lw |
Lx |
Ly |
Lz
 
Lua |
Lub |
Luc |
Lud |
Lue |
Luf |
Lug |
Luh |
Lui |
Luj |
Luk |
Lul |
Lum |
Lun |
Luo |
Lup |
Luq |
Lur |
Lus |
Lut |
Luu |
Luv |
Luw |
Lux |
Luy |
Luz
Die Liste der Biografien führt alle Personen auf, die in der deutschsprachigen Wikipedia einen Artikel haben. Dieses ist eine Teilliste mit 96 Einträgen von Personen, deren Namen mit den Buchstaben „Luh“ beginnt.

## Luh
- Luh, Andreas (* 1959), deutscher Sportwissenschaftler und Hochschullehrer
- Luh, Hans Kurt († 2008), deutscher Lehrer, Autor von Küchenbüchern
- Luh, Jürgen (* 1963), deutscher Historiker, Wissenschaftler an der Stiftung Preußischer Schlösser und Gärten
- Luh, Wolfgang (* 1940), deutscher Hochschullehrer für Mathematik
- Luh, Wolfgang (* 1955), deutscher Künstler und Herausgeber

### Luha
- Luhaäär, Arnold (1905–1965), estnischer Gewichtheber, Kugelstoßer, Ringer und Leichtathlet
- Luhaäär, Ingvar (* 1945), estnischer Schriftsteller
- Luhamer, Josef (1912–1991), österreichischer Landwirt und Politiker (ÖVP), Abgeordneter zum Nationalrat
- Luhan (* 1990), chinesischer Sänger, Tänzer und SchauspielerLuhan (* 1990)

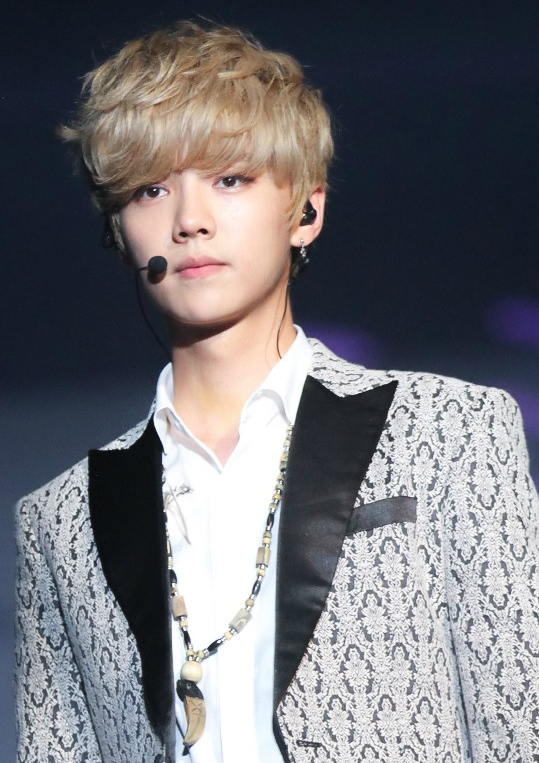
Luhan (* 1990)

- Luhan, Luca (* 2006), US-amerikanischer Schauspieler
- Luhan, Mabel Dodge (1879–1962), US-amerikanische Kunstmäzenin
- Luhan, Petru Constantin (* 1977), rumänischer Politiker (Demokratisch-Liberalen Partei), MdEP

### Luhd
- Luhde, Otto (1874–1957), österreichischer Maler
- Lühder, Konrad (1931–2013), deutscher Chemiker und Hochschullehrer
- Lühdorf, Friedrich August von (1834–1891), deutscher Überseekaufmann
- Lühdorff, Jörg (* 1966), deutscher Regisseur

### Luhe
- Lühe, Adolph Andreas von der (1695–1750), dänischer Kammerherr und Stiftamtmann
- Lühe, Andreas Augustin von der (1677–1730), königlich dänischer Generalmajor, zuletzt Chef des Leibregiments der Königin
- Lühe, Friedrich Carl Emil von der (1751–1801), deutscher Dichterjurist und Botaniker, dänischer Kammerherr und Amtmann sowie kaiserlicher Regierungsrat in Niederösterreich
- Lühe, Hans Otto von der (1762–1836), württembergischer Beamter und Politiker
- Lühe, Irmela von der (* 1947), deutsche Autorin und GermanistinIrmela von der Lühe (* 1947)

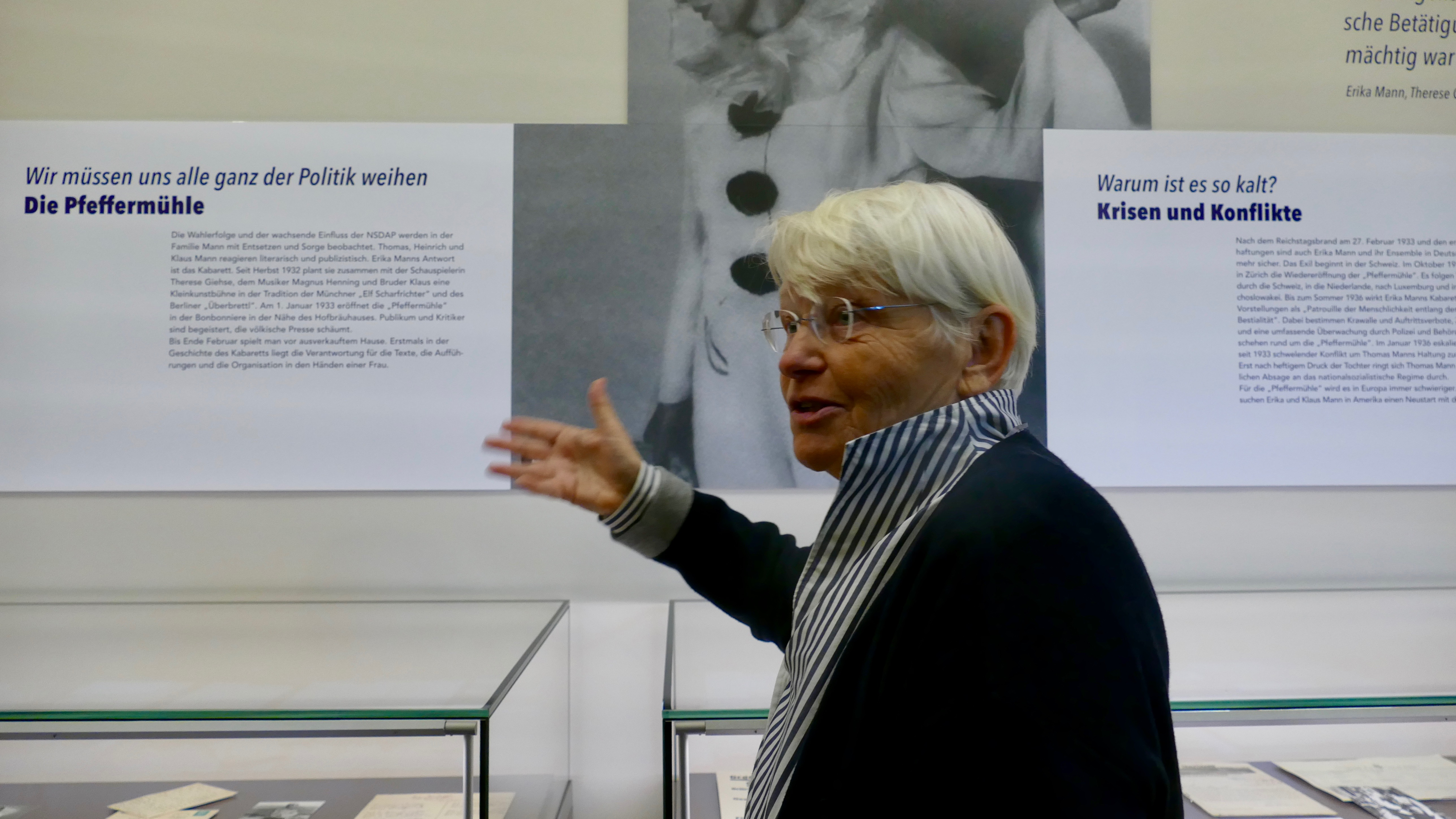
Irmela von der Lühe (* 1947)

- Lühe, Joachim Christoph von der (1696–1756), königlich dänischer Amtmann
- Lühe, Joachim Friedrich Ernst von der (1747–1809), deutscher Jurist, Hauptmann und Erzieher
- Lühe, Joachim von der (1526–1588), mecklenburg-güstrowscher Hofmarschall, Geheimer Rat und Klosterhauptmann
- Lühe, Paschen von der (1592–1653), Kammerjunker der Herzogin, Präsident beim Hof- und Landgericht, Klosterhauptmann von Dobbertin und Gutsbesitzer
- Lühe, Vicco von der (1863–1952), preußischer Generalmajor

### Luhk
- Lühken, Arnim (* 1974), deutscher Chemiedidaktiker und Hochschullehrer

### Luhm
- Luhman, Kevin, US-amerikanischer Astronom
- Lühmann, Dagmar (* 1961), deutsche Medizinerin
- Luhmann, Frank (* 1986), deutscher Politiker (CDU)
- Lühmann, Hannah (* 1987), deutsche Journalistin und Autorin
- Luhmann, Heinrich (1890–1978), deutscher Pädagoge und Heimatdichter
- Lühmann, Jörg (* 1962), deutscher Politiker (GAL), MdHB
- Lühmann, Kirsten (* 1964), deutsche Gewerkschaftsfunktionärin und Politikerin (SPD), MdB
- Lühmann, Michael (* 1980), deutscher Politiker (Bündnis 90/Die Grünen)
- Luhmann, Niklas (1927–1998), deutscher SoziologeNiklas Luhmann (1927–1998)

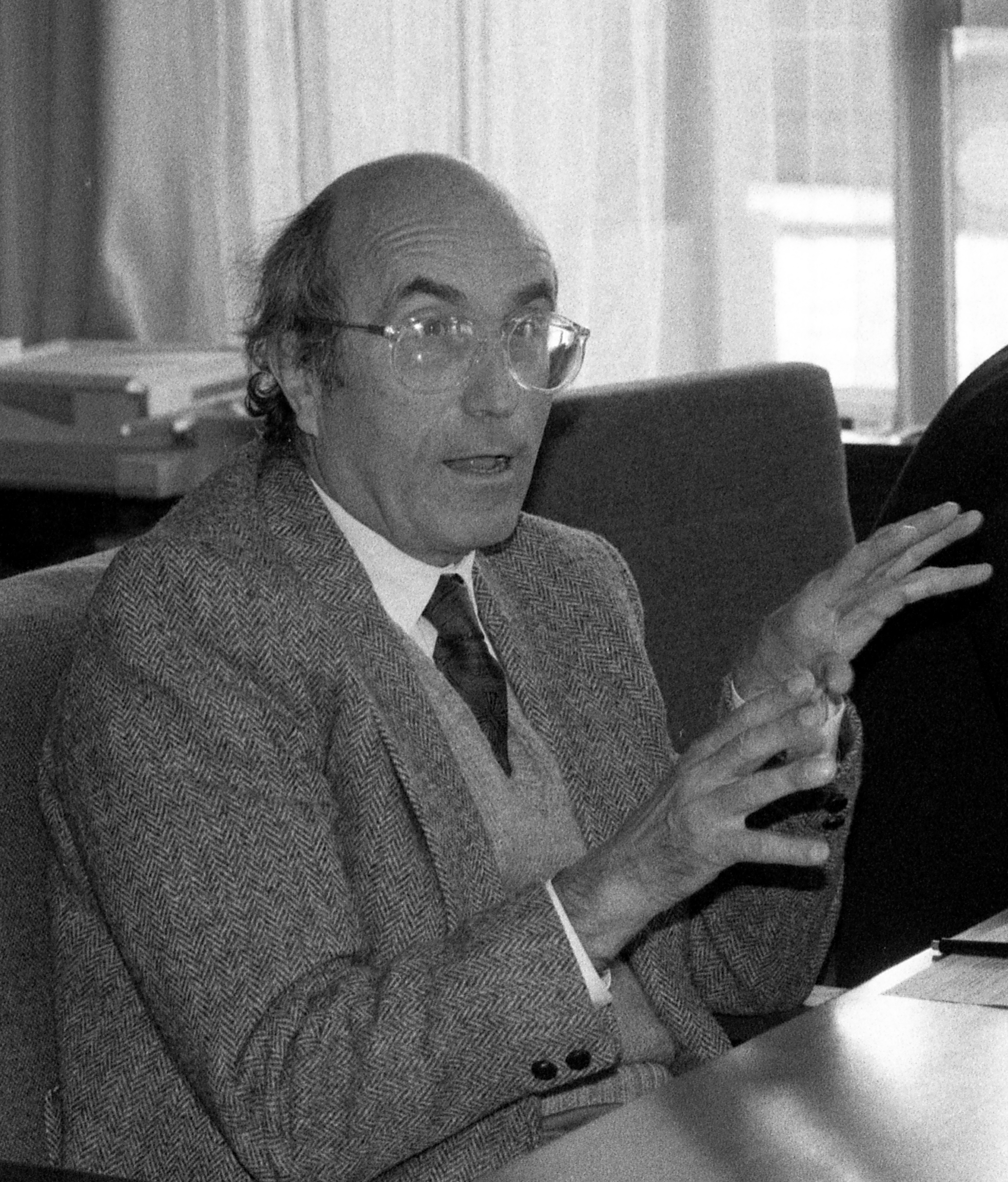
Niklas Luhmann (1927–1998)

- Luhmer, Alfred (* 1941), deutscher Betriebswirtschaftler
- Luhmer, Klaus (1916–2011), deutscher römisch-katholischer Ordensgeistlicher, Hochschullehrer und Pädagoge

### Luhn
- Luhn, Hans Peter (1896–1964), deutscher Informatiker
- Luhn, Joachim († 1717), deutscher Maler
- Luhn, Rainer (1955–2023), deutscher Sänger, Schauspieler, Travestiekünstler, Autor und Regisseur
- Lühn, Sebastian (* 1979), deutscher Buchautor
- Luhn, Thomas (* 1967), deutscher Politiker (AfD) und Landtagsabgeordneter in Thüringen
- Luhn, Ulrich (* 1941), deutscher Ruderer
- Lühning, Helga (* 1943), deutsche Musikwissenschaftlerin
- Lühning, Inga (* 1974), deutsche Jazz-Sängerin

### Luho
- Luhový, Ľubomír (* 1967), slowakischer Fußballspieler
- Luhový, Milan (* 1963), slowakischer Fußballspieler

### Luhr
- Lühr, Bernd, deutscher Basketballspieler
- Lühr, Günther (1924–2001), deutscher Fußballspieler
- Lühr, Hans-Henning (* 1950), deutscher Jurist und Bremer Staatsrat; Verfasser von Kochbüchern
- Lühr, Hans-Joachim (* 1942), deutscher Brigadegeneral der Bundeswehr
- Lühr, Hans-Peter (* 1951), deutscher Publizist, Essayist, Historiker
- Luhr, James (1953–2007), amerikanischer Vulkanologe
- Luhr, Lucas (* 1979), deutscher AutomobilrennfahrerLucas Luhr (* 1979)

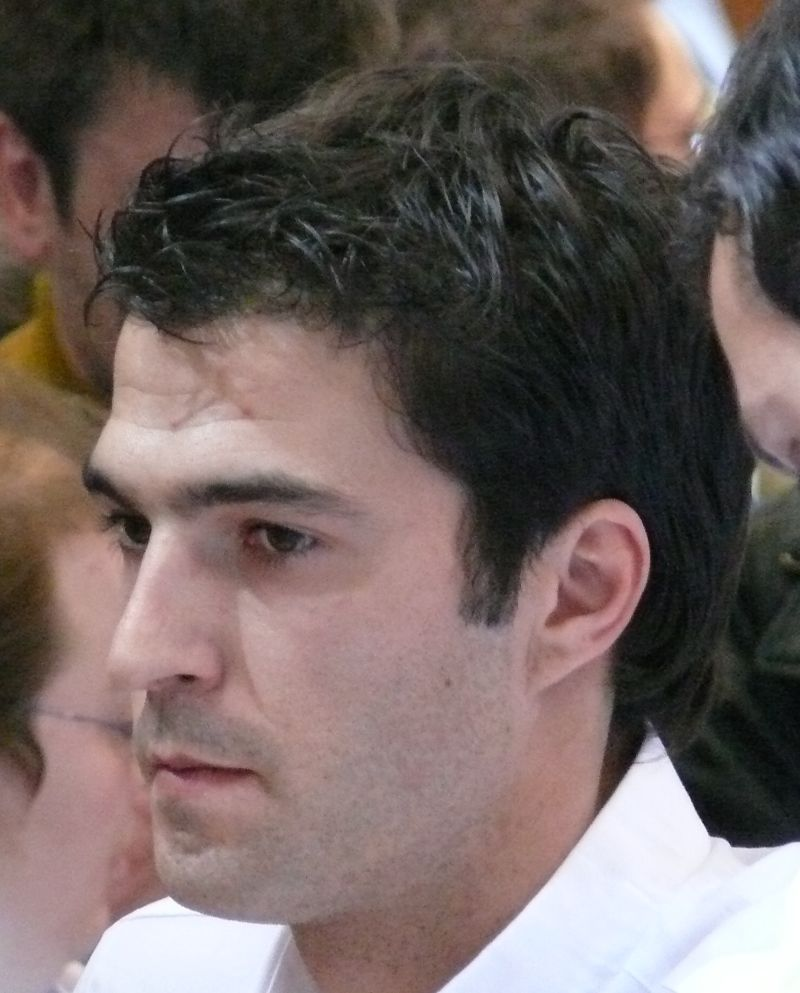
Lucas Luhr (* 1979)

- Lühr, Maria (1874–1969), erste deutsche Buchbindemeisterin
- Lühr, Peter (1906–1988), deutscher Schauspieler
- Lühr, Robert (* 1949), deutscher Fußballspieler
- Lühr, Rosemarie (* 1946), deutsche Indogermanistin
- Lühr, Sandra (* 1978), deutsche Schauspielerin, Sprecherin und ehemalige Theatermacherin
- Lühr, Sebastian (* 1979), deutscher Koch
- Lühr, Uwe (* 1949), deutscher Politiker (FDP, LDPD), MdB
- Lühr, Volker (1937–2019), deutscher Soziologe
- Lührig, Georg (1868–1957), deutscher Maler und Grafiker
- Lührig, Holger H. (* 1942), deutscher Journalist
- Lührig, Uwe (* 1957), deutscher Polizist
- Lühring, Anna (1796–1866), preußische Soldatin
- Luhring, Oscar R. (1879–1944), US-amerikanischer Politiker
- Lührmann, Anna (* 1983), deutsche Politikerin (Bündnis 90/Die Grünen)
- Luhrmann, Baz (* 1962), australischer Regisseur, Drehbuchautor und SchauspielerBaz Luhrmann (* 1962)

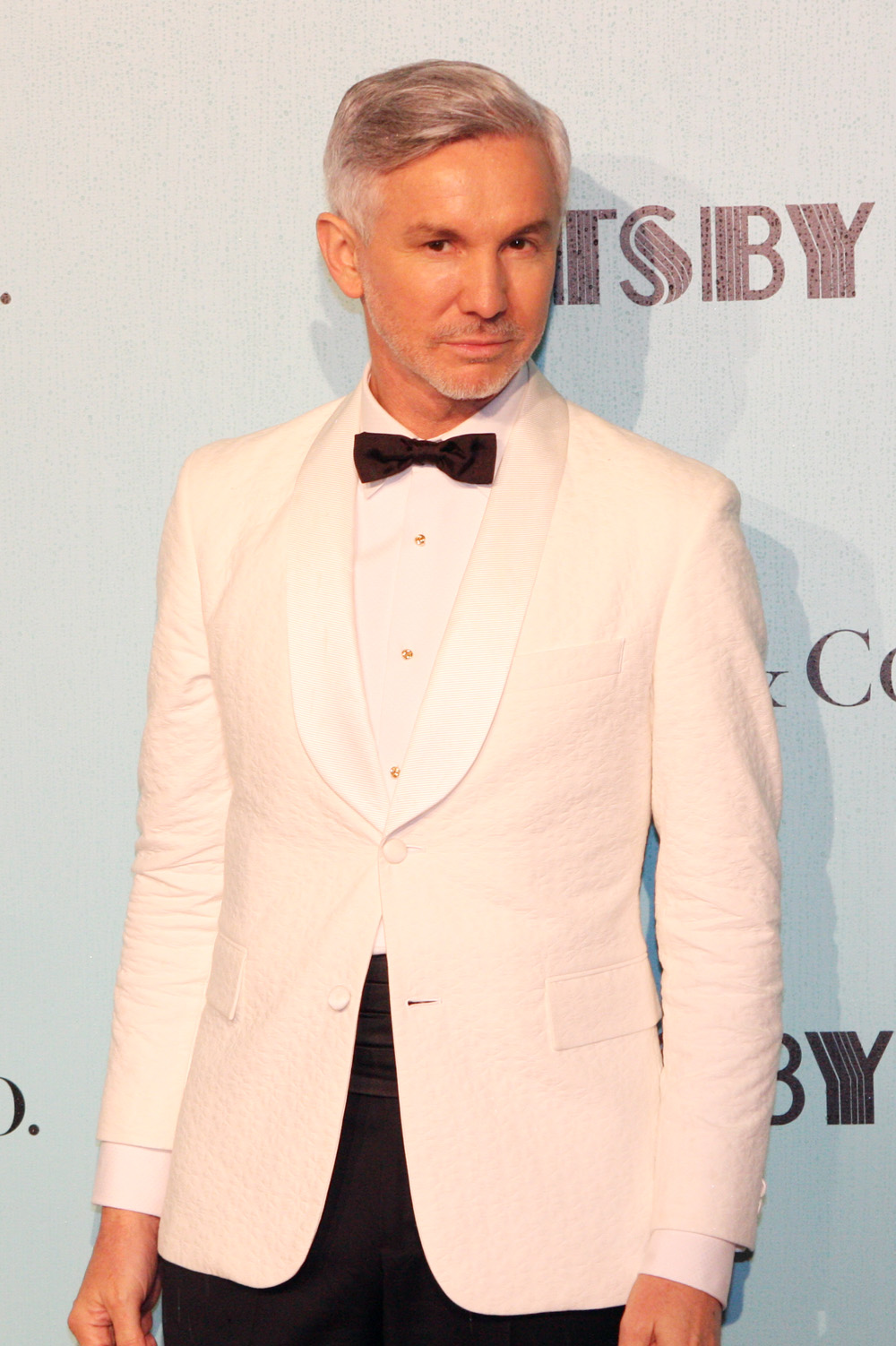
Baz Luhrmann (* 1962)

- Lührmann, Dieter (1939–2013), deutscher evangelischer Theologe (Neutestamentler) und Hochschullehrer
- Lührmann, Edmund (1845–1909), deutscher Mäzen, Gründer der Edmund-Lührmann-Stiftung
- Lührmann, Ernst (1891–1976), deutscher Jurist, Landrat im Kreis Insterburg
- Luhrmann, Joachim (1952–2023), deutscher Musiker, Schlagzeuger, Perkussionist und Produzent
- Lührmann, Reinhard (* 1949), deutscher Biochemiker
- Lührmann, Rolf (* 1951), deutscher Politiker (parteilos)
- Luhrmann, Tanya M. (* 1959), US-amerikanische psychologische Ethnologin
- Lührs, Albert (1804–1871), deutscher Theologe
- Lührs, Frida (1869–1941), deutsche Politikerin (SPD)
- Lührs, Katja (* 1955), deutsche Fernsehmoderatorin, Designerin und Schauspielerin
- Lührs, Lasse (* 1996), deutscher Triathlet
- Lührs, Luis-Joe (* 2003), deutscher Radrennfahrer
- Lührs, Otto (* 1939), deutscher Physiker
- Lührs, Wilhelm (1885–1974), deutscher Landwirt und Politiker (DNVP, NSDAP)
- Lührs, Wilhelm (1928–1992), deutscher Archivdirektor
- Lührs, Willi (1913–1974), deutscher Politiker (SPD)
- Lührs, Yannik (* 2003), deutscher Fußballspieler
- Lührsen, Gustav († 1868), deutscher Jurist, Leiter der hamburgischen Hypothekenverwaltung
- Lührsen, Hannes (1907–1986), deutscher Architekt
- Lührsen, Johannes (1838–1903), kaiserlich-deutscher außerordentlicher Gesandter und Minister
- Lührß, Carl (1824–1882), deutscher Komponist
- Lührssen, Hinrich (* 1958), deutscher Journalist, Buchautor und Politiker (AfD, BiW)
- Lührßen, Nina (* 1999), deutsche Fußballspielerin

### Luht
- Luhtanen, Juha (* 1969), finnischer Basketballspieler

### Luhu
- Luhukay, Jos (* 1963), niederländischer Fußballspieler und -trainerJos Luhukay (* 1963)

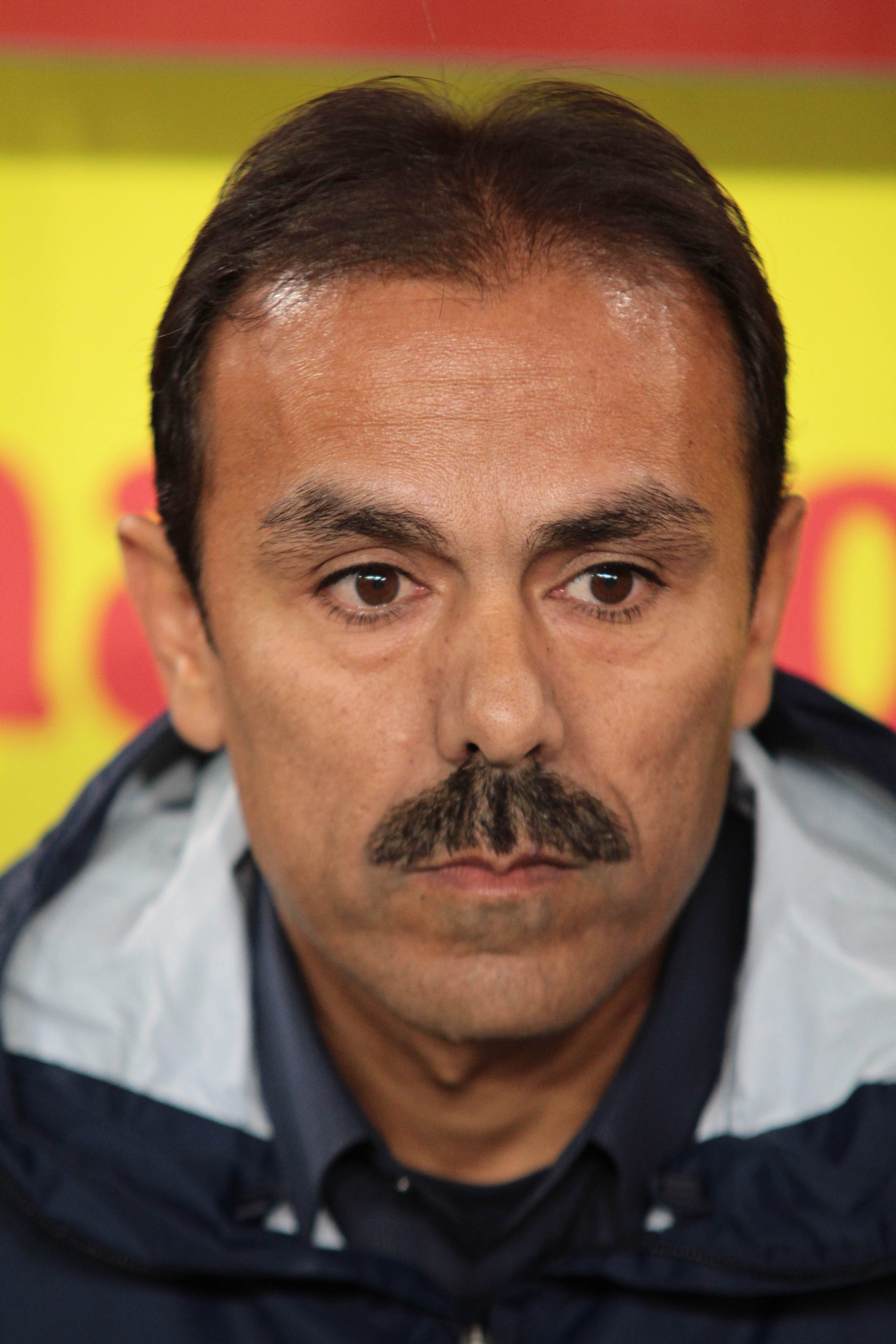
Jos Luhukay (* 1963)

### Luhy
- Luhyna, Olha (* 1974), ukrainische Tennisspielerin